# Кизилоба
Кизилоба́ (каз. Қызылоба) — село у складі Жангалинського району Західноказахстанської області Казахстану. Адміністративний центр Кизилобинського сільського округу.
У радянські часи село називалось Красногорське.
Населення — 1249 осіб (2021; 1646 у 2009, 1524 у 1999, 1006 у 1989).